# The Mummy: The Animated Series
The Mummy: The Animated Series is een Amerikaanse animatieserie gebaseerd op de film The Mummy. De serie liep van 2001 tot 2003, met een totaal van 26 afleveringen. De serie is ook in Nederland uitgezonden door Net5.

## Achtergrond
De serie werd uitgezonden op Kids' WB!. De personages en plot waren gebaseerd op de film, maar de serie kon het succes van de film niet evenaren. Veel kijkers waren teleurgesteld over de kwaliteit van de animatie. Voor het tweede seizoen werd de serie hernoemd tot The Mummy: Secrets of the Medjai. Hoewel de kwaliteit van de serie in het tweede seizoen wat omhoog ging, trok de serie geen groter publiek en werd uiteindelijk stopgezet.

## Verhaallijn
In het eerste seizoen blijkt dat Imhotep in het oude Egypte een poging had gedaan om de armband van Osiris, een voorwerp met grote magische krachten, te stelen. In het heden vinden Rick en Evy O'Connell deze armband. Hun zoon Alex doet hem om, waarop de armband zich meteen vasthecht aan zijn pols. Dit zet een kettingreactie in gang die de mummy van Imhotep weer tot leven brengt. In de rest van seizoen 1 zoeken de O'Connells samen met de Medjai Ardeth Bey naar een paar oude boekrollen die een ritueel onthullen waarmee de armband weer van Alex’ pols kan worden verwijderd. Ze worden gevolgd door Imhotep en zijn nieuwe helper, een klunzige archeoloog genaamd Colin Weasler. Geleidelijk leert Alex de krachten van de armband te gebruiken. Uiteindelijk worden de rollen gevonden, maar Alex is gedwongen ze te vernietigen voordat Imhotep ze in handen krijgt.
In seizoen twee ondergaat Alex een training tot Medjai. Ondertussen probeert Imhotep op meerdere manieren zijn macht te vergroten.

## Rolverdeling
- Chris Marquette: Alex O'Connell
- John Schneider: Rick O'Connell
- Grey DeLisle: Evy O'Connell
- Jim Cummings: Imhotep
- Tom Kenny: Jonathan Carnahan
- Nicholas Guest: Ardeth Bey
- Michael Reisz: Colin Weasler

## Afleveringen

### Seizoen 1
1. A Summoning
2. A Candle in the Darkness
3. Against the Elements
4. The Deep Blue Sea
5. Orb of Aten
6. Eruption
7. The Black Forest
8. The Cloud People
9. Fear Itself
10. The Boy Who Would be King
11. Howl
12. The Puzzle
13. The Maze

### Seizoen 2
1. A New Beginning: Part I
2. A New Beginning: Part II
3. The Dark Medjai
4. Like Father, Like Son
5. A Fair to Remember
6. The Enemy of my Enemy
7. The Cold
8. Time Before Time
9. Spring of Evil
10. Old Friends
11. Trio
12. Just Another Piece of Jewelry
13. The Reckoning